# Video Anthology/1978-88
Video Anthology/1978–88  è una raccolta di video clip del cantautore statunitense Bruce Springsteen pubblicata su videocassetta nel 1989 dalla CMV Enterprises, divisione per l'home video della Columbia Records. Il 16 gennaio 2001 ne è stata pubblicata una versione ampliata e aggiornata su due DVD intitolata The Complete Video Anthology/1978-2000.

## Contenuti

### Edizione 1989
1. Rosalita (Come Out Tonight) (registrata dal vivo l'8 luglio 1978 al Veterans Memorial Coliseum di Phoenix durante il Darkness Tour, regia di Arnold Levine)
2. The River (dal film No Nukes, registrata dal vivo nel settembre 1980 al Madison Square Garden di New York, regia di Danny Goldberg, Julian Schlossberg, Anthony Potenza)
3. Thunder Road (dal film No Nukes, registrata dal vivo nel settembre 1980 al Madison Square Garden di New York, regia di Danny Goldberg, Julian Schlossberg, Anthony Potenza)
4. Atlantic City (1982, regia di Arnold Levine)
5. Dancing in the Dark (1984, regia di Brian De Palma)
6. Born in the U.S.A. (1984, regia John Sayles)
7. I'm on Fire (1985, regia John Sayles)
8. Glory Days (1985, regia John Sayles)
9. My Hometown (1985, registrata dal vivo durante il Born in the U.S.A. Tour, regia Arthur Rosato)
10. War (1986, registrata dal vivo durante il Born in the U.S.A. Tour, regia Arthur Rosato)
11. Fire (1986, registrata dal vivo Mountain View in versione acustica durante il Bridge School Benefit)
12. Born to Run (1987, regia Arthur Rosato)
13. Brilliant Disguise (1987, regia di Meiert Avis)
14. Tunnel of Love (1987, regia di Meiert Avis)
15. One Step Up (1988, regia di Meiert Avis)
16. Tougher Than the Rest (1987, regia di Meiert Avis)
17. Spare Parts  (1988, regia Carol Dodds)
18. Born to Run (1988, registrata dal vivo in versione acustica durante il Tunnel of Love Express Tour, regia di Meiert Avis)

### Secondo disco edizione 2001
1. Human Touch (1992, regia di Meiert Avis)
2. Better Days (1992, regia di Meiert Avis)
3. 57 Channels (And Nothin' On) (1992, regia di Adam Bernstein)
4. Leap of Faith (1992; directed by Meiert Avis)
5. Streets of Philadelphia (1993, regia di Jonathan Demme e Ted Demme)
6. Murder Incorporated (1995 regia di Jonathan Demme)
7. Secret Garden (1995, regia di Peter Care)
8. Hungry Heart (1995, inedita, regia di Rudi Dolezal e Hannes Rossacher)
9. Dead Man Walkin' (1996 regia di Tim Robbins)
10. The Ghost of Tom Joad (1996, regia di Arnold Levine, con fotografie di Pamela Springsteen)
11. The Ghost of Tom Joad (1995, dal vivo durante il programma The Tonight Show with Jay Leno)
12. Highway Patrolman (2000, inedita, regia di Sean Penn)
13. If I Should Fall Behind (2000, registrata dal vivo durante il Reunion Tour, inedita, regia di Jonathan Demme)
14. Born in the U.S.A. (1998, registrata in versione acustica durante il programma The Charlie Rose Show)
15. Secret Garden (inedita, versione con arrangiamento d'archi, versione alternativa rispetto a quella contenuta nel documentario Blood Brothers, regia di Ernie Fritz)

Il disco contiene una presentazione interattiva con la discografia completa di Bruce Springsteen, aggiornata al 2000, con brevi spezzoni delle canzoni.

## Edizioni
- 1989 – Video Anthology/1978–88, VHS, Columbia Music Video 49010-2
- 2001 – The Complete Video Anthology/1978-2000, DVD, Columbia Music Video C2D 49010